# Erwin Albert (voetballer)
Erwin Albert (Aub, 27 maart 1954) is een Duits voormalig voetballer en voetbalcoach. Hij speelde als aanvaller en was vooral actief in de Belgische Eerste klasse bij KSK Beveren. In het seizoen 1978/79 werd Albert er Belgisch topschutter. Albert was perfect tweevoetig en sterk met de kop.

## Clubcarrière

### Jeugd
Albert sloot zich als jeugdspeler aan bij FC Bundorf. Hiermee werd hij in het seizoen 1971-72 kampioen in de B-klasse Hofheim en topscorer met 41 doelpunten in 26 wedstrijden. Het seizoen er op werd hij opnieuw topscorer ditmaal in de A-klasse Hassgau met 34 doelpunten in 22 wedstrijden.

### Hertha BSC
In 1977 transfereerde hij voor 40.000 Duitse Mark van FC Haßfurt naar Hertha BSC dat toen uitkwam op het hoogste Duitse niveau, de Bundesliga. Hij debuteerde er begin 1978 tegen FC Saarbrücken toen hij 15 minuten voor het einde mocht invallen. Nadien volgde er tegen Bayern Munchen nog een invalbeurt van 15 minuten. Maar vanwege een blessure stond hij nadien 4 maanden aan de kant en bleef het bij deze 2 invalbeurten.

### KSK Beveren
In 1978 vertrok hij naar KSK Beveren, actief in de Belgische Eerste klasse, het betaalde 150.000 Duitse Mark voor hem. In zijn eerste seizoen werd Albert Belgisch topschutter met 28 doelpunten. De ploeg met onder andere Jean-Marie Pfaff, Bert Cluytens en Jean Janssens won in dat seizoen de landstitel. Dat jaar bereikte het team eveneens de halve finales van de Europacup II waar het verloor tegen FC Barcelona nadat het Inter Milaan in de kwartfinales had uitgeschakeld. Albert speelde in totaal acht seizoenen voor de club en won er ook de Beker van België in 1983 en een 2e landstitel in 1984. Met 31 doelpunten in 55 bekerwedstrijden is hij de meest trefzekere spits in de Beverse bekergeschiedenis. Een andere opvallende statistiek is dat hij met zijn linker, rechter (Albert is tweevoetig) en hoofd bijna evenveel doelpunten maakte voor Beveren. Albert is ook de speler met de meeste doelpunten aller tijden in de Waasland derby. Hij is ook de speler met de meeste doelpunten aller tijden voor KSK Beveren.

### FC Schweinfurt
In 1986 keerde Albert terug naar Duitsland en speelde nog een aantal jaar bij FC Schweinfurt dat aantrad in 3. Liga waar hij in 1990 de promotie naar 2. Bundesliga mee afdwong. Op de laatste speeldag van dat seizoen liep hij op het veld van 1860 Munchen een zware blessure op, hij brak zijn scheenbeen, wat het einde van zijn actieve voetbalcarrière betekende. 

## Trainerscarrière
Na zijn spelersloopbaan werd Albert voetbalcoach van onder andere 1. FC Schweinfurt 05 (1992-94), SV Heidingsfeld (1994-95), Würzburger FV (1995-99), TSV Großbardorf  (1999-2007) en FC Sand (2008-16).

## Palmares

### FC Bundorf
- B-klasse Hofheim (1): 1971-72

Individuele trofeeën
- Topscorer B-klasse Hofheim 1972 (41 doelpunten in 26 wedstrijden)
- Topscorer A-klasse Hassgau 1973 (34 doelpunten in 22 wedstrijden)

### 1. FC Haßfurt
- Landesliga Bayern-Nord (1): 1975-1976

Individuele trofeeën
- Topscorer Landesliga Bayern-Nord 1974 (31 doelpunten in 38 wedstrijden)

### KSK Beveren
- Eerste Klasse (2): 1978–79, 1983–84
- Beker van België (1): 1983
- Belgische Supercup (2): 1979, 1984

Individuele trofeeën
- Topscorer Eerste klasse 1979 (28 doelpunten in 33 wedstrijden)

### FC Schweinfurt
- 3. Liga (1): 1989-1990